# Morcenx-la-Nouvelle
Morcenx-la-Nouvelle ist eine französische Gemeinde mit 5.005 Einwohnern (Stand 1. Januar 2022) im Département Landes in der Region Nouvelle-Aquitaine. Die Gemeinde gehört zum Arrondissement Mont-de-Marsan und zum Kanton Pays Morcenais Tarusate.
Sie entstand mit Wirkung vom 1. Januar 2019 als Commune nouvelle durch Zusammenlegung der bis dahin selbstständigen Gemeinden Morcenx, Arjuzanx, Garrosse und Sindères, die mit Ausnahme von Morcenx fortan den Status von Communes déléguées besitzen. Der Verwaltungssitz befindet sich in Morcenx.

## Gliederung
| Ortsteil                  | ehemaliger INSEE-Code | PLZ   | Fläche (km²) | Einwohnerzahl (2019) |
| ------------------------- | --------------------- | ----- | ------------ | -------------------- |
| Morcenx (Verwaltungssitz) | 40197                 | 40110 | 62,08        | 4288                 |
| Arjuzanx                  | 40009                 | 40110 | 29,20        | 0208                 |
| Garrosse                  | 40107                 | 40110 | 26,68        | 0304                 |
| Sindères                  | 40302                 | 40110 | 20,34        | 0187                 |

## Geographie
Morcenx-la-Nouvelle liegt ca. 37 km nordwestlich von Mont-de-Marsan in der historischen Provinz Gascogne.
Umgeben wird Morcenx-la-Nouvelle von sieben Nachbargemeinden:
|                | Solférino                                   | Sabres    |
| Onesse-Laharie | Kompassrose, die auf Nachbargemeinden zeigt | Arengosse |
| Lesperon       | Rion-des-Landes                             | Villenave |

## Sehenswürdigkeiten
| Name                                               | Ort               | Bemerkungen                                              | Bild |
| -------------------------------------------------- | ----------------- | -------------------------------------------------------- | ---- |
| Pfarrkirche Saint-Pierre                           | Morcenx           | Neugotischer Bau aus dem 19. Jahrhundert                 |      |
| Pfarrkirche Saint-Vincent-de-Paul                  | Morcenx           | Neuromanisch/neobyzantinisch Bau aus dem 19. Jahrhundert |      |
| Schloss Agès                                       | Morcenx           | 19. Jahrhundert                                          |      |
| Schloss Moré                                       | Morcenx           | 17. Jahrhundert                                          |      |
| Stierkampfarena                                    | Morcenx           | erbaut 1930                                              |      |
| Naturschutzgebiet Arjuzanx                         | Morcenx, Arjuzanx |                                                          |      |
| Pfarrkirche Saint-Jean-Baptiste                    | Arjuzanx          | 12. Jahrhundert, als Monument historique eingeschrieben  |      |
| Pfarrkirche Saint-Martin                           | Garrosse          | 12. Jahrhundert                                          |      |
| Quelle Notre-Dame des Douleurs                     | Garrosse          |                                                          |      |
| Pfarrkirche Sainte-Marie-Madeleine-et-Saint-Blaise | Sindères          | Romanischer Bau aus dem 12. Jahrhundert                  |      |

## Wirtschaft und Infrastruktur
Handel und Dienstleistungen sind die wichtigsten Wirtschaftsfaktoren der Gemeinde.

### Bildung
Die Gemeinde verfügt über:
- eine öffentliche Vorschule in Morcenx mit 137 Schülern im Schuljahr 2018/2019[7]
- eine öffentliche Vorschule in der Commune déléguée Garrosse mit 19 Schülern im Schuljahr 2018/2019[8]
- eine öffentliche Vor- und Grundschule in der Commune déléguée Arjuzanx mit 20 Schülern im Schuljahr 2018/2019[9]
- eine öffentliche Grundschule in der Commune déléguée Sindères mit 19 Schülern im Schuljahr 2018/2019[10]
- eine öffentliche Grundschule im Ortsteil Bourg von Morcenx mit 30 Schülern im Schuljahr 2018/2019[11]
- eine öffentliche Grundschule im Ortsteil Gare von Morcenx mit 151 Schülern im Schuljahr 2018/2019[12]
- das öffentliche Collège „Henri Scognamiglio“[13]
- das öffentliche berufsbezogene Lycée „Jean Garnier“[14]

### Verkehr
Die Gemeinde ist erreichbar über die Routes départementales 38, 77, 114 und 325 und ist über eine Linie des regionalen Busnetzes XL’R mit Saint-Julien-en-Born am Ozean verbunden.
Die Autoroute A 63, genannt Autoroute des Landes, führt westlich am Gemeindegebiet vorbei. Morcenx-la-Nouvelle ist über die nahegelegene Ausfahrt 14 zu erreichen.
Morcenx-la-Nouvelle liegt auf der Bahnstrecke Bordeaux–Irun und besitzt einen Bahnhof, der von drei Linien des TER Nouvelle Aquitaine, einer Regionalbahn der staatlichen SNCF, bedient wird, die die Strecken von Bordeaux nach Mont-de-Marsan, Hendaye und Tarbes befahren.